# La Teixonera (Conesa)
La Teixonera és una serra situada entre els municipis de Conesa i Savallà del Comtat a la comarca de la Conca de Barberà, amb una elevació màxima de 852 metres.